# Cayo Arenas
Cayo Arenas är en ö i Mexiko. Den ligger i delstaten Yucatán, i den östra delen av landet.